# Powiat nadwórniański (Galicja)
Powiat nadwórniański – dawny powiat kraju koronnego Królestwo Galicji i Lodomerii, istniejący w latach 1867–1918.
Siedzibą c.k. starostwa była Nadwórna. Powierzchnia powiatu w 1879 roku wynosiła 19,5025 mil kw. (1122,17 km²), a ludność 56 294 osoby. Powiat liczył 41 osad, zorganizowanych w 38 gmin katastralnych.
Na terenie powiatu działały 2 sądy powiatowe - w Nadwórnej i Delatynie.

## Starostowie powiatu
- Józef Zeschik (1871)
- Ludwik Buszyński (1877–)[1]
- Władysław Halecki (1890)
- Madurowicz (1917)[2]

## Komisarze rządowi
- Ferdynand Popiel-Huńczak (1871)
- Szczęsny Liwicki (1879–1882)
- Władysław Towarnicki (1890)

## Adjunkci sądowi
- Zaleski (w Delatynie, m.in. w 1911[3])